# Lento (Musik)
Lento (italienisch [und spanisch] für „langsam, biegsam, geschmeidig, locker“, vgl. neuhochdeutsch „lind“; französisch lent, lentement) in der Bedeutung von „langsam“ ist eine musikalische Vortragsbezeichnung und als Tempovorschrift seit dem frühen 17. Jahrhundert nachweisbar (Michael Praetorius, Polyhymnia caduceatrix, 1619).
Die Abgrenzung des eher selten verwendeten Lento zu Largo (italienisch für „breit“) und Adagio (etwa „behäbig, gemütlich“) ist unsicher; doch scheint im 18. Jahrhundert, als sich die Norm durchsetzte, dass ein Largo langsamer als ein Adagio sei, mit Lento ein Vortrag gemeint zu sein, der so langsam, wenn auch nicht so gewichtig, wie der eines Largo ist. 
Nach Rousseau (1767) ist Lent das französische Analogon zum italienischen Largo. Haydns Vorschrift Adagio non lento (Hob. III Nr. 4) setzt voraus, dass ein Lento langsamer als ein Adagio ist. Das Lento assai im dritten Satz von Beethovens Streichquartett op. 135 bedeutet Sehr langsam. In dem Walzer op. 69,1 von Chopin kennzeichnet Lento ein langsames Walzertempo.